# Valvola parzializzatrice

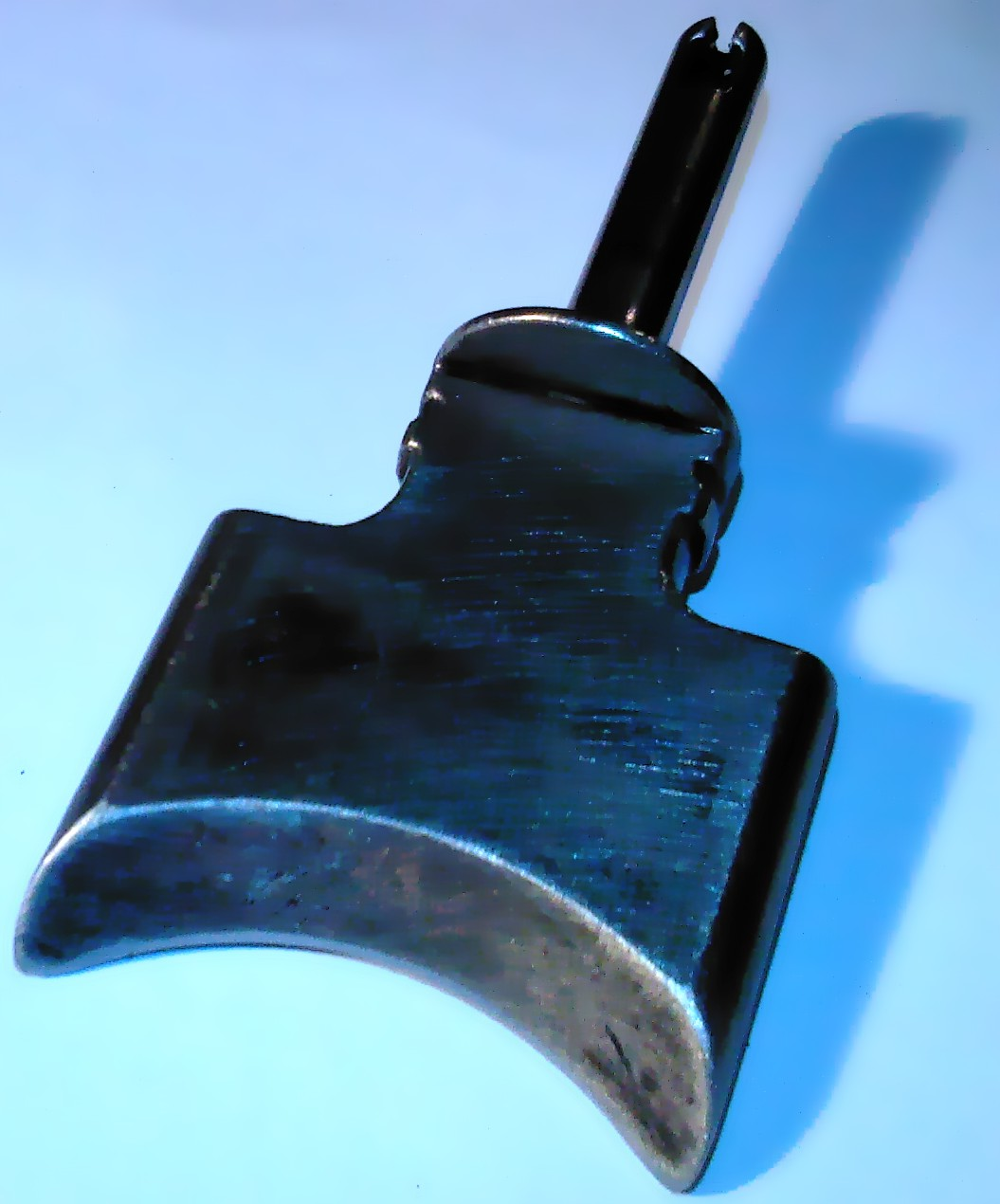
Ghigliottina del sistema RAVE

La valvola di contropressione o valvola parzializzatrice è nei motori a combustione interna a 2 tempi un particolare tipo di valvola a saracinesca che serve a differenziare la forza dell'onda di contropressione dello scarico risuonante e/o l'apertura della luce di scarico in funzione delle varie condizioni d'utilizzo.
Più in generale, per valvola parzializzatrice si intende anche un qualunque tipo di valvola strutturata in modo da modificare la direzione di afflusso di un fluido al variare delle condizioni operative (come ad esempio la pressione del fluido) di un circuito idraulico o pneumatico, o dietro comando di un interruttore o di un'unità di controllo che ne supervisiona il funzionamento, il più delle volte in modo da ottimizzare il funzionamento e il rendimento del circuito in presenza di una richiesta di prestazioni particolarmente ridotta.

## Funzione
Questa valvola serve per avere prestazioni più elevate ai bassi-medi regimi, infatti queste valvole vengono utilizzate quando i motori hanno un campo d'utilizzazione del loro funzionamento ridotto agli alti regimi, per via dell'elevata potenza specifica, con l'applicazione di queste valvole, generalmente a saracinesca, serve per raccordare l'espansione al ridotto numero di giri del motore in modo da utilizzare in modo corretto l'onda di risonanza, ampliando di molto l'utilizzazione del motore.

## Storia
Questi sistemi, usati inizialmente solo nel mondo delle competizione, facendo la loro comparsa a cavallo tra la fine degli anni '70 e inizio anni '80, si sono poi diffusi nelle moto di serie a metà anni ottanta con le varie Suzuki RG Gamma o Suzuki RGV o Yamaha RD 500 consentono di godere di una maggior prontezza e coppia del propulsore ai bassi e medio-bassi regimi, infatti nei motori a due tempi di quei tempi infatti, per ottenere potenze elevate ad alti regimi e lo studio degli scarichi risuonanti (espansione) non era ancora ben sviluppata ed erano molto simili ai semplici scarichi per motori a quattro tempi, era fondamentale aprire una luce di scarico di generose dimensioni, che tuttavia pregiudica sensibilmente la coppia e il rendimento in generale ai bassi giri rendendo la fascia di giri sfruttabili abbastanza ridotta.
Le valvole di scarico consentono di ridurre le dimensioni delle luci di scarico ai bassi giri, e allo stesso tempo una volta aperte la miglior soluzione per la potenza massima a regimi elevati.

## Tipi di valvola
I costruttori hanno ideato diversi sistemi per il controllo della luce di scarico:
- Saracinesca, più semplici, economiche e facili da regolare, queste valvole però intonano lo scarico con le sue posizioni, generalmente due (aperto e chiuso), sono rari i casi dove si hanno più posizioni della valvola, come nell'Aprilia RS 250, munita di una valvola doppia, capace di scorrere su sé stessa.
- Flap, questa valvola è una lama che ha un fulcro all'estremità più distante dalla luce di scarico, che nel ruotare parzializza il condotto di scarico, mantenendo il condotto della forma più lineare possibile
- Cilindrica, queste valvole sono tra le più complicate come struttura, costose e difficili da regolare, questa valvole però essendo cilindriche e intonando lo scarico con la loro rotazione, possono più facilmente avere più posizioni, ma finora si sono visti sistemi a due posizioni.
- Risonatrice, queste valvole a differenza delle prime due, non modificano in modo fisico il lume del condotto di scarico, ma il loro funzionamento consiste nell'aprire una camera (risuonatore), influenzando la dinamica dei gas, i quali entrano ed escono da questa cavità, portando una modificazione al flusso dei gas, attuando un restringimento del condotto di scarico.

## Tipo di comando

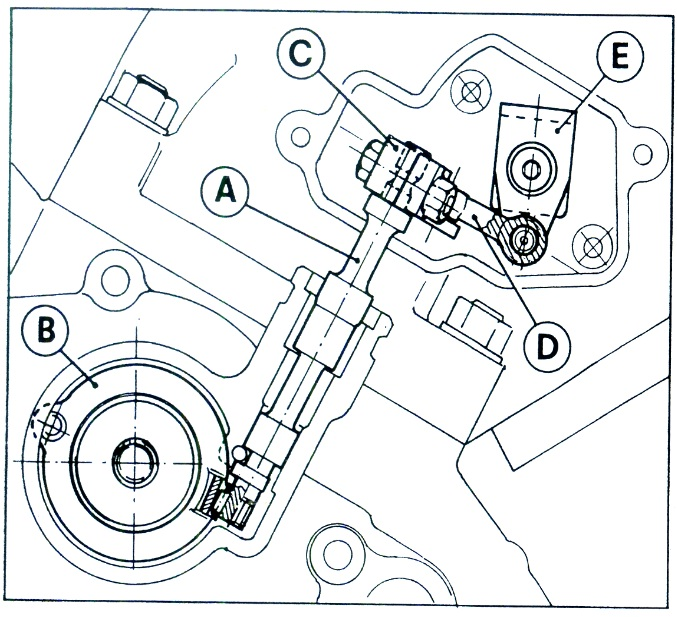
esempio di comando meccanico, la valvola è comandata da un regolatore centrifugo posizionato sul lato destro del motore, che tramite il suo ingranaggio (B) aziona la valvola mediante un sistema di leveraggi composto da un alberino di rinvio (A), da una leva (C), infulcrata sul detto alberino, da una leva di collegamento (D) e da un'altra leva di comando (E) infulcrata sul mozzo della semivalvola destra.

I costruttori hanno ideato diversi sistemi per il comando delle varie valvole:
- Meccanico, si tratta d'utilizzare un interruttore centrifugo, che ruota sinusale al motore, messo in comunicazione con la valvola tramite specifici ingranaggi, il valore d'apertura può essere modificato con la variazione del peso delle sfere o della forza della molla che costituiscono l'interruttore centrifugo.
Con l'adozione di sfere più leggere o di una molla più rigida si porta l'apertura dell'interruttore a un regime di rotazione più alto, mentre operando inversamente si ha l'effetto opposto.
- Pneumatico, si tratta di sfruttare la pressione dei gas di scarico per poter aprire la valvola i quali aumentando il loro flusso ed energia con l'aumentare dei regimi spingono la valvola portandola ad aprirsi, la quale viene tenuta chiusa da una molla che contrasta i gas di scarico, tale molla nella maggior parte dei casi si può regolare nel precarico e quindi permette di modificare facilmente e velocemente l'apertura della valvola a un regime diverso.
Questo sistema veniva utilizzato soprattutto dalla Rotax, chiamandolo "RAVE" 1 o "RAVE 2" (Rotax Automatically Variable Exaust), dove la valvola veniva aperta da una membrana azionata dai gas di scarico, vincendo la forza di una molla, non viene più utilizzato per via della facilità con cui tale sistema tendeva a rimanere bloccato per via dei residui della combustione.
- Elettronico, si tratta di un sistema, che tramite una centralina, rilevando il numero di rotazioni del motore (rivelato con la centralina o direttamente dal pick up), comanda un attuatore (generalmente un motorino o un magnete), il quale muove la valvola.

## Apertura
L'apertura della valvola può essere:
- ON-OFF, sistema che è o completamente aperto o completamente chiuso, come nel caso della valvola RAVE 3, che tramite il solenoide d'azionamento si può avere solo due posizioni
- Progressiva, la valvola in un arco più o meno esteso di regimi si apre o chiude completamente, come nei sistemi pneumatici, meccanici e alcuni sistemi elettrici a motorino

Inoltre a seconda del numero di aperture si classifica come:
- Apertura singola, si ha un solo regime o range di regime d'apertura o chiusura
- A gradini, la valvola ha delle posizioni intermedie, dove rimane ferma per un determinato arco di regimi prima di aprirsi ulteriormente, sistema molto raro, data la sua complessità.

Inoltre a seconda del tipo di controllo l'apertura può essere classificata come:
- A regime, dove l'apertura avviene sempre in un determinato regime, come avviene nei sistemi meccanici e nella stramaggioranza dei sistemi elettrici
- A regime e a carico, dove l'apertura non è determinata solo dal regime, ma anche dal carico (apertura del comando gas), come avviene nei sistemi pneumatici e in alcuni dei sistemi elettrici

## Regolazione delle posizioni di stato
Con posizioni di stato s'intende la posizione in fase di completa chiusura e in fase di completa apertura, generalmente queste non sono regolabili e quindi risultano fisse, ma come nel caso del sistema CTS della Cagiva la posizione di completa chiusura deve essere regolata (in questo caso tramite un grano e un controdado) per evitare dei danni al motore, in quanto la valvola potrebbe andare a contatto con il pistone e in modo da poter parzializzare correttamente il condotto di scarico.

## Nomi dei vari sistemi
I vari costruttori hanno creato diversi sistemi e li hanno denominati in modo differente
| Sistema                                                  | Costruttore  | Tipo di valvola/e                                                       | comando                             |
| -------------------------------------------------------- | ------------ | ----------------------------------------------------------------------- | ----------------------------------- |
| ARC (Activated Radical Combustion)                       | Honda        | sagomata ruotante o a farfalla                                          | elettrico                           |
| AETC (Automatic Exhaust Timing Control)                  | Suzuki       | cilindrica ruotante                                                     | meccanico o elettrico               |
| APTS (Automatic Power Tuning System)                     | Gilera       | cilindrica ruotante e risuonatore                                       |                                     |
| ATAC (Automatic Torque Amplification Chamber)            | Honda        | valvola a farfalla che comanda la HERP                                  | meccanico o elettrico               |
| BPS (Benelli Power System)                               | Benelli      | saracinesca                                                             |                                     |
| BPV (Beta Progressive Valve)                             | Beta         | saracinesca e risuonatore                                               | meccanico                           |
| CPC (Cagiva Power Chamber)                               | Cagiva       | Risuonatore                                                             | meccanico                           |
| CTS (Cagiva Tourque System)                              | Cagiva       | saracinesca                                                             | meccanico o elettrico               |
| EPV System (Exhaust Power Valve System)                  | Fantic Motor | cilindrica ruotante e risuonatore                                       | meccanico                           |
| HERP (Honda Energy Resonance Pipe)                       | Honda        | risuonante                                                              | meccanico                           |
| HPP (Honda Power Port)                                   | Honda        | saracinesca a cuneo                                                     | meccanico                           |
| HTS (Husqvarna Torque System)                            | Husqvarna    | saracinesca                                                             | meccanico o elettronico             |
| KIPS e SuperKIPS (Kawasaki Integrated Powervalve System) | Kawasaki     | Cilindriche ruotanti e/o a saracinesca e/o risuonante                   | meccanico                           |
| PCEV (Pressure Controlled Exhaust Valve)                 | KTM          | saracinesca                                                             | pneumatico                          |
| RAVE (Rotax Automatically Variable Exhaust)              | Rotax        | saracinesca                                                             | Pneumatico (RAVE 1 & 2) o elettrico |
| RC-Valve (Remote Control valve)                          | Honda        | flap                                                                    | elettrico                           |
| SAEC (Suzuki Automatic Exaust Control)                   | Suzuki       | cilindrica ruotante con feritoia che si apre su una camera di risonanza | elettrico                           |
| SDEV (Sliding Doublé Exaust Valve)                       | Suzuki       | saracinesca a cuneo                                                     | meccanico                           |
| TMEES (TM Electronic Exhaust System)                     | TM Racing    |                                                                         | elettrico                           |
| TVC (2 Valve Control)                                    | KTM          | flap e cilindriche ruotanti                                             | meccanico                           |
| VGEC (Valve Gear Exhaust Control)                        | KTM          | saracinesca                                                             | meccanico                           |
| YPVS (Yamaha Power Valve System)                         | Yamaha       | cilindrica ruotante o saracinesca                                       | meccanico o elettrico               |

Il sistema HTS è identico al sistema CTS meccanico, perché adottato durante l'acquisizione da parte di Cagiva.

## Accorgimenti
Questi sistemi hanno come difetto, la necessità di essere puliti per poter funzionare in modo corretto e fluido, dove nei modelli più deboli anche solo ogni 2–3000 km, come nel sistema pneumatico o elettronico a solenoide.
Per ridurre/controllare questo problema si può attuare:
- auto pulizia, consiste nell'avere un sistema di comando munito di condotti di fuga per i liquidi che si vanno a infiltrare nel sistema e permetterne una loro espulsione, senza che questi si accumulino.
- controllo di funzionamento, consiste nell'apertura e chiusura della valvola all'accensione del quadro strumenti, il che permette un controllo della funzionalità del sistema.
- Apertura antiimbrattamento, consiste nell'avere un sistema (elettronico) che ai regimi più bassi (regimi di minimo e di poco superiore) tiene aperta la valvola, in modo che si riducono le situazioni in cui questa è più soggetta ad imbrattarsi.